# Zona activa

Hipòtesi segons el model d'ajust induït sobre l'acció dels enzims.

La zona activa és la regió de l'enzim a la que s'uneix el substrat bioquímic per a ser catalitzat o experimentar una altra reacció química.
La majoria dels enzims són proteïnes però també hi ha enzims d'ARN que s'anomenen ribozims. La zona activa d'un enzim es troba generalment en una butxaca que està revestida per residus d'aminoàcids (o nucleòtids en els ribozims) que participen en el reconeixement del substrat. Els residus que participen directament en el mecanisme de reacció catalítica es denominen residus de la zona activa.
La reacció específica que un enzim controla depèn d'una àrea de la seva estructura terciària. Aquesta àrea s'anomena zona activa i en ella ocorren les activitats amb altres molècules. Per aquest motiu la zona activa pot sostenir només certes molècules.
Les molècules del substrat bioquímic s'uneixen a la zona activa on es produeix la catàlisi. L'estructura tridimensional de la zona activa és la que determina l'especificitat dels enzims. En la zona activa només pot entrar un determinat substrat (ni tan sols els seus isòmers). L'acoblament és de tal manera que E. Fisher (1894) enuncià: "el substrat s'adapta al centre actiu o catalític d'un enzim com una clau a un pany".

## Mecanisme d'enllaç
Hi ha dos models proposats per explicar com els enzims treballen: el model de clau i pany i el model d'ajust induït. El de la clau i pany assumeix que la clau de la zona activa és un complement perfecte per a un substrat específic i que una vegada que el substrat s'uneix a l'enzim cap modificació és necessària.
El model d'ajust induït és un desenvolupament del model del de la clau i pany i assumeix que una zona activa és més flexible i que la presència de determinats residus (aminoàcids) en la zona activa animarà l'enzim per localitzar el substrat correcte.

## Química
La zona activa modifica el mecanisme de reacció per tal de canviar l'energia d'activació de la reacció. El producte és generalment inestable en la zona activa a causa d'impediments estèrics que forcen que sigui posat en llibertat i retornar l'enzim al seu estat inicial sense enllaçar.